# کریستینا او
کریستینا او (به انگلیسی: Christina O) یک کشتی است که طول آن ۳۲۵ فوت (۹۹٫۰۶ متر) می‌باشد. این کشتی در سال ۱۹۴۳ ساخته شد.